# Пыхтии
Пыхтии (укр. Пихтії) — село в Староконстантиновском районе Хмельницкой области Украины.
Население по переписи 2001 года составляло 182 человек. Почтовый индекс — 31112. Телефонный код — 3854. Занимает площадь 0,748 км². Код КОАТУУ — 6824280707.

## Местный совет
31112, Хмельницкая обл., Староконстантиновский р-н, с. Березное